# Lissonota genator
Lissonota genator là một loài tò vò trong họ Ichneumonidae.